# Colchão articulado
O colchão articulado elétrico é um colchão que por meio de um mecanismo incorporado internamente, articula para várias posições com a facilidade de um toque no comando digital. Permite levantar as costas, as pernas ou ambos em simultâneo de acordo com a preferência ou necessidade do utilizador com vantagens para o seu bem estar, conforto e saúde.
O colchão articulado, dada a sua adaptabilidade é usado intensivamente em terapias e convalescença de pacientes em muitos casos clínicos, por isso, existe numa versão geriátrica.
O sistema de articulação está no próprio colchão. Não precisa de um estrado articulado ou de cama articulada. O colchão articulado elétrico funciona em qualquer estrado ou cama.